# Ignatius Suharyo Hardjoatmodjo
Mons. Ignatius Suharyo Hardjoatmodjo (* 9. července 1950, Sedayu) je indonéský římskokatolický kněz a arcibiskup Jakarty.

## Život
Narodil se 9. července 1950 v Sedayu jako sedmý z deseti dětí.
Navštěvoval menší seminář sv. Petra Kanisia v Mertoyudanu, který ukončil roku 1968. Na Univerzitě Sanata Dharma získal titul z filosofie a teologie (1971). Později studoval na Papežské univerzitě Urbaniana v Římě (1981).
26. ledna 1976 byl vysvěcen na kněze a stal se profesorem filosofie v Jakartě. Mezi roky 1983–1993 vedl fakultu filosofie a sociologie na Sanata Dharma. V letech 1993–1997 byl děkanem fakulty teologie stejné univerzity.
21. dubna 1997 jej papež Jan Pavel II. jmenoval metropolitním arcibiskupem arcidiecéze Semarang. Biskupské svěcení přijal 22. srpna 1997 z rukou kardinála Julia Riyadi Darmaatmadjy a spolusvětiteli byli arcibiskup Pietro Sambi a biskup Blasius Pujoraharja.
2. ledna 2006 byl jmenoval vojenským ordinářem v Indonésii.
25. července 2009 jej papež Benedikt XVI. ustanovil arcibiskupem koadjutorem Jakarty.
28. června 2010 rezignoval Julius Riyadi Darmaatmadja na post metropolitního arcibiskupa Jakarty a Hardjoatmodjo převzal jeho post.
V letech 2011–2014 působil jako apoštolský administrátor diecéze Bandung.
V listopadu 2012 byl zvolen předsedou Biskupské konference Indonésie. Dne 1. září 2019 oznámil papež František jeho jmenování kardinálem a dne 5. října 2019 jej kreoval kardinálem. 